# Xavier Camargo
Afrodísio Xavier Camargo (São Paulo, 3 de marzo de 1895-ibídem, 30 de julio de 1974), más conocido como Formiga, fue un futbolista brasileño que jugaba de delantero, a inicios del siglo XX.

## Trayectoria como futbolista
Debutó en el Ypiranga en 1912.
Participó en el Campeonato Sudamericano 1919, donde Brasil ganaría su primera Copa América; Formiga no jugó ningún partido.
En 1921, jugando para el Paulistano, ganó el Campeonato Paulista de aquel año.
Un año más tarde participó en el Campeonato Sudamericano 1922, donde Brasil ganaría su segunda Copa América. Formiga jugó cinco partidos; contra Chile, Paraguay, Uruguay, Argentina en la liguilla, y nuevamente contra Paraguay en la final del torneo ya que Brasil y Paraguay terminaron empatados en el primer lugar junto con Uruguay; sin embargo, Uruguay abandonó la competición como protesta ante el arbitraje del brasileño Pedro Santos en su cotejo contra Paraguay. En dicha final anotaría 2 goles (los únicos 2 goles que anotó), dichas anotaciones le valdrían el apodo de Virrey de los anotadores.
Con el Paulistano ganaría los Campeonatos Paulistas de 1926, 1927 y 1929.
Formiga murió el 30 de julio de 1974 en São Paulo al lado de su familia.

## Clubes
| Club            | País   | Año       |
| --------------- | ------ | --------- |
| Ypiranga        | Brasil | 1912-1917 |
| Palestra Itália | Brasil | 1918      |
| Ypiranga        | Brasil | 1919-1920 |
| Paulistano      | Brasil | 1921-1923 |
| Flamengo        | Brasil | 1923-1929 |
| São Paulo       | Brasil | 1930      |

## Palmarés

### Campeonatos nacionales
| Título              | Club       | País   | Año  |
| ------------------- | ---------- | ------ | ---- |
| Campeonato Paulista | Ypiranga   | Brasil | 1921 |
| Campeonato Paulista | Paulistano | Brasil | 1926 |
| Campeonato Paulista | Paulistano | Brasil | 1927 |
| Campeonato Paulista | Paulistano | Brasil | 1929 |

### Campeonatos internacionales
| Título       | Equipo | Equipo | Año  |
| ------------ | ------ | ------ | ---- |
| Copa América | Brasil | Brasil | 1919 |
| Copa América | Brasil | Brasil | 1922 |